# Ku wyżynom
Ku wyżynom – polski niemy krótkometrażowy film fabularny z 1926 roku.
Fabuła filmu oparta jest na legendzie o żywocie św. Stanisława Kostki. Zdjęcia do filmu kręcono m.in. na Wawelu oraz warszawskich Bielanach.

## Obsada
- Ferdynand Kozłow - św. Stanisław Kostka
- Tadeusz Wieniawa-Szczepański
- Janina Lochówna
- Kazimierz Jankowski
- Lili Ziembińska